# Janė
Janė ist ein litauischer weiblicher Vorname, abgeleitet von Janina. Die männliche Form ist Janius. 

## Namensträgerinnen
- Janė Narvilienė (1945–2022), Politikerin